# Xantholepis dicycla
Xantholepis dicycla är en fjärilsart som beskrevs av Walker 1866. Xantholepis dicycla ingår i släktet Xantholepis och familjen nattflyn. Inga underarter finns listade i Catalogue of Life.